# Splatoon 2: Live in Makuhari -Tentalive-
Splatoon 2: Live in Makuhari -Tentalive- ist ein Livealbum des fiktiven Pop-Duos TentaCool aus Nintendos Spielereihe Splatoon. Das Album besteht aus Aufnahmen eines TentaCool-Konzerts auf der Tokaigi 2019 am 26. Januar 2019 in der Makuhari Messe in Chiba und wurde am 24. Juli 2019 von Kadokawa veröffentlicht.

## Hintergrund
Am 13. Dezember 2018 kündigte Nintendo an, dass TentaCool während der Niconico Tokaigi 2019 ihr erstes Solo-Konzert halten wird. Zuvor trat TentaCool nur zusammen mit dem Splatoon-Pop-Duo Sea Sirens auf. Das Konzert Tentalive at Tokaigi 2019 fand schließlich am 26. Januar 2019 in der Makuhari Messe in Chiba statt. Wie alle Splatoon-Konzerte war auch dieses ein Hologramm-Konzert, in denen Perla und Marina, die Sängerinnen von TentaCool, als Hologramm auftraten. Die Gesangsstimmen von Perla und Marina wurden im Vorfeld von ihren Synchronsprecherinnen Rina Itou und Alice Peralta aufgenommen und während des Konzerts als Playback abgespielt. Die Instrumente wurden hingegen von einer Live-Band gespielt.

## Veröffentlichung
Das Album wurde am 23. Mai 2019 angekündigt und am 24. Juli 2019 von Kadokawa in Form einer CD veröffentlicht. Es besteht neben Aufnahmen des TentaCool-Konzerts auf der Tokaigi 2019 aus Songs von Splatoon 2, die dem Spiel als Update hinzugefügt wurden und daher nicht in den Soundtrack-Alben Splatune 2 oder Octotune enthalten sind, sowie Aufnahmen des Sea-Sirens-Konzerts während der Cho Party 2016 in der Saitama Super Arena in Saitama. Eine Limited Edition enthält zusätzlich eine Blu-ray mit einer Videoaufnahme des Konzerts während der Tokaigi 2019 und eine Aufzeichnung der Choreografie von Perla und Marina zu diesem Konzert.

## Titelliste
Das Album besteht aus Aufnahmen des TentaCool-Konzerts auf der Tokaigi 2019 und des Sea-Sirens-Konzerts auf der Cho Party 2016 sowie aus Songs des Soundtracks von Splatoon 2. Splatocalypse ist die Hintergrundmusik zum Trailer des letzten Splatfests „Chaos vs. Ordnung“ in Splatoon 2 und Inkopolis Memorial Mixtape ein Medley verschiedener Songs der Soundtracks von Splatoon und Splatoon 2. Die Titel Opening + MC1, MC2, MC3 und MC4 des TentaCool-Konzerts auf der Tokaigi 2019 und Opening + MC1 und MC2 des Sea-Sirens-Konzerts auf der Cho Party 2016 sind keine Songs, sondern Gespräche zwischen Perla und Marina von TentaCool beziehungsweise Aioli und Limone der Sea Sirens.
| #  | Titel                      | Fiktiver Interpret | Länge | Anmerkung                                                                   |
| -- | -------------------------- | ------------------ | ----- | --------------------------------------------------------------------------- |
| 1  | Opening + MC1              | TentaCool          | 1:13  | Aufnahme des TentaCool-Konzerts auf der Tokaigi 2019 am 26. Januar 2019     |
| 2  | Inkoming!                  | Wet Floor          | 2:21  | Aufnahme des TentaCool-Konzerts auf der Tokaigi 2019 am 26. Januar 2019     |
| 3  | Blitz It!                  | Chirpy Chips       | 1:07  | Aufnahme des TentaCool-Konzerts auf der Tokaigi 2019 am 26. Januar 2019     |
| 4  | Entropical                 | SashiMori          | 2:04  | Aufnahme des TentaCool-Konzerts auf der Tokaigi 2019 am 26. Januar 2019     |
| 5  | Nasty Majesty              | TentaCool          | 3:36  | Aufnahme des TentaCool-Konzerts auf der Tokaigi 2019 am 26. Januar 2019     |
| 6  | MC2                        | TentaCool          | 0:22  | Aufnahme des TentaCool-Konzerts auf der Tokaigi 2019 am 26. Januar 2019     |
| 7  | Acid Hues                  | TentaCool          | 1:53  | Aufnahme des TentaCool-Konzerts auf der Tokaigi 2019 am 26. Januar 2019     |
| 8  | Color Pulse                | TentaCool          | 2:21  | Aufnahme des TentaCool-Konzerts auf der Tokaigi 2019 am 26. Januar 2019     |
| 9  | Muck Warfare               | TentaCool          | 4:13  | Aufnahme des TentaCool-Konzerts auf der Tokaigi 2019 am 26. Januar 2019     |
| 10 | MC3                        | TentaCool          | 0:16  | Aufnahme des TentaCool-Konzerts auf der Tokaigi 2019 am 26. Januar 2019     |
| 11 | Shark Bytes                | TentaCool          | 4:41  | Aufnahme des TentaCool-Konzerts auf der Tokaigi 2019 am 26. Januar 2019     |
| 12 | Into the Light             | TentaCool          | 4:16  | Aufnahme des TentaCool-Konzerts auf der Tokaigi 2019 am 26. Januar 2019     |
| 13 | MC4                        | TentaCool          | 0:26  | Aufnahme des TentaCool-Konzerts auf der Tokaigi 2019 am 26. Januar 2019     |
| 14 | Fly Octo Fly               | TentaCool          | 2:51  | Aufnahme des TentaCool-Konzerts auf der Tokaigi 2019 am 26. Januar 2019     |
| 15 | Ebb & Flow (Octo)          | TentaCool          | 3:57  | Aufnahme des TentaCool-Konzerts auf der Tokaigi 2019 am 26. Januar 2019     |
| 16 | Seasick                    | Diss-Pair          | 3:18  | Soundtrack von Splatoon 2                                                   |
| 17 | Kinetosis                  | Diss-Pair          | 2:42  | Soundtrack von Splatoon 2                                                   |
| 18 | Chopscrewey                | SashiMori          | 2:42  | Soundtrack von Splatoon 2                                                   |
| 19 | Entropical                 | SashiMori          | 2:41  | Soundtrack von Splatoon 2                                                   |
| 20 | Frantic Aspic              | ω-3                | 3:09  | Soundtrack von Splatoon 2                                                   |
| 21 | Opening + MC1              | Sea Sirens         | 0:13  | Aufnahme des Sea-Sirens-Konzerts auf der Cho Party 2016 am 3. November 2016 |
| 22 | City of Color              | Sea Sirens         | 0:55  | Aufnahme des Sea-Sirens-Konzerts auf der Cho Party 2016 am 3. November 2016 |
| 23 | Ink Me Up                  | Sea Sirens         | 2:11  | Aufnahme des Sea-Sirens-Konzerts auf der Cho Party 2016 am 3. November 2016 |
| 24 | MC2                        | Sea Sirens         | 0:33  | Aufnahme des Sea-Sirens-Konzerts auf der Cho Party 2016 am 3. November 2016 |
| 25 | Maritime Memory            | Sea Sirens         | 1:33  | Aufnahme des Sea-Sirens-Konzerts auf der Cho Party 2016 am 3. November 2016 |
| 26 | Calamari Inkantation       | Sea Sirens         | 3:02  | Aufnahme des Sea-Sirens-Konzerts auf der Cho Party 2016 am 3. November 2016 |
| 27 | Splatocalypse              |                    | 1:02  |                                                                             |
| 28 | Inkopolis Memorial Mixtape | DJ Oktario         | 12:17 |                                                                             |

## Rezeption
Splatoon 2: Live in Makuhari -Tentalive- debütierte auf Platz 10 der japanischen Album-Charts und verkaufte sich in seiner ersten Woche über 6800 Mal. Das Album konnte sich sechs Wochen in den Charts halten.